# فرمول یک ۲۰۲۰
فرمول یک ۲۰۲۰ (انگلیسی: F1 2020) یک بازی ویدئویی در سبک بازی ویدئویی کورسی است که توسط کدمسترز و در سال ۲۰۲۰ و در پلت‌فرم‌های پلی‌استیشن ۴، اکس‌باکس وان، مایکروسافت ویندوز و گوگل استادیا منتشر شده‌است.